# Bernard Katz
Bernard Katz (26 de marzo de 1911-20 de abril de 2003) fue un biofísico británico de origen alemán, reconocido por su trabajo sobre la bioquímica del nervio. Compartió el Premio Nobel de Fisiología o Medicina en 1970 con Julius Axelrod y Ulf von Euler. Fue nombrado caballero en 1970.

## Biografía
Nacido en Leipzig, Alemania, fue educado en el König-Albert-Gymnasium en aquella ciudad, desde 1921 hasta 1929, y continuó estudiando medicina en la Universidad de Leipzig. Se graduó en 1934 y voló a Gran Bretaña en febrero de 1935, habiendo corrido peligro a causa del nazismo, ya que era de familia ruso-judía. Entró a trabajar en la University College de Londres, inicialmente bajo el tutelaje de Archibald Vivian Hill. Terminó su doctorado en 1938 y ganó una beca para estudiar junto con John Carew Eccles en el Hospital de Sydney. Fue naturalizado en 1941 y se unió a las Fuerzas Aéreas Reales Australianas en 1942. Pasó la guerra en el Pacífico como oficial de radar. Katz se casó con Marguerite Penly en 1945 y regresó a la University College como director asistente en 1946. De regreso en Inglaterra también trabajó con los ganadores del Premio Nobel de 1963 Alan Hodgkin y Andrew Fielding Huxley. Se convirtió en profesor de la UCL en 1952 y jefe de biofísica; también fue elegido en la Royal Society. Permaneció como jefe de biofísica hasta 1978 cuando se convirtió en profesor emérito. Falleció en Londres el 20 de abril de 2003, a los 92 años.

## Sus trabajos
Sus principales investigaciones en la UCL concernían las propiedades fundamentales de las sinapsis, las uniones a través de las cuales las células nerviosas envían señales entre sí y a otro tipo de células (células musculares, receptores sensoriales, etc). Se interesaba por la manera en la que el impulso nervioso se transmite entre la fibra nerviosa y el músculo. Los trabajos de Henry Dalle y de otros investigadores ya habían demostrado que existían comunicaciones químicas entre el nervio y el músculo, y que la acetilcolina jugaba un papel de transmitor de la información al fijarse en los receptores de la membrana de la fibra muscular.
Katz, junto con Paul Fatt, estableció que esos receptores, una vez estimulados por la acetilcolina, abren las puertas en la membrana que permite el paso de iones y la creación de una corriente eléctrica, provocando la contracción muscular. Con Ricardo Miledi entre otros, Katz demostró que la acetilcolina no era liberada en forma continua, sino en pequeños paquetes o cuantos, cada uno produciendo una pequeña señal en la fibra muscular. En la actualidad se sabe que esto se debe al almacenamiento de neurotransmisores en las vesículas sinápticas. Sus últimos descubrimientos, publicados en los años 70, abren el camino sobre el funcionamiento de los canales iónicos. Más tarde, Bert Sakmann y Erwin Neher ganaron el premio Nobel en 1991 por su trabajo sobre estos canales.
El trabajo de Katz ha tenido influencia sobre el estudio de los organofosforados y los organoclorados, y los estudios de posguerra sobre los gases nerviosos y los pesticidas, demostrando que la transmisión nerviosa entre el nervio y el músculo, por la intermediación de la acetilcolina, podía ser fácilmente bloqueada.
La influencia de su trabajo sobre la transmisión sináptica es inestimable, no solamente en fisiología sino también en farmacología. Fue recompensando, entre otros honores, con su elección en la Royal Society en 1952 y 18 años más tarde, en 1970, recibió el Premio Nobel conjuntamente con Ulf von Euler de Suecia y Julius Axelrod de los Estados Unidos, por sus descubrimientos concernientes a las transmisiones químicas en las terminaciones nerviosas y el mecanismo de almacenamiento y de inactivación de esos neurotransmisores.
| Predecesor: Max Delbrück Alfred D. Hershey Salvador E. Luria | Premio Nobel de Fisiología o Medicina 1970 | Sucesor: Earl W. Sutherland, Jr. |

- Datos: Q4517
- Multimedia: Bernard Katz / Q4517